# ابوالحسن میرزا قاجار

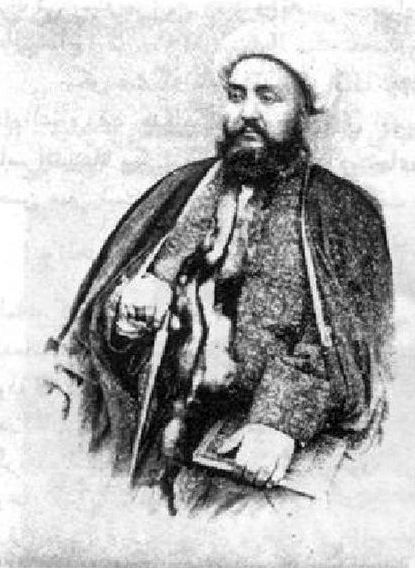
ابوالحسن میرزا قاجار

شاهزاده ابوالحسن میرزا شیخ‌الرئیس قاجار فرزند محمدتقی میرزا حسام‌السلطنه نوه فتحعلی‌شاه قاجار بود و در سال تاج‌گذاری ناصرالدین‌شاه در تهران زاده شد. ابوالحسن در کودکی آبله گرفت و نابینا شد. در وبای همه‌گیر تهران دچار وبا هم شد ولی درمان شد.
آموزش ابتدایی را در تهران گذراند و سپس برای ادامهٔ تحصیل راهی سامرا شد. پس از بازگشت به علت مخالفت با شاه در تهران نماند و به مشهد رفت. آصف‌الدوله، والی وقت خراسان، از شیخ‌الرئیس به شاه گلایه کرد که وی در اینجا سخن از آزادی مردم می‌زند و باعث شد که ناصرالدین‌شاه فرمان تبعید او از ایران را صادر کند. پس از آن وی رهسپار عشق‌آباد شد. ناصرالدین‌شاه در اواخر عمرش قصد دلجویی از ابوالحسن میرزا کرد و از او خواست به ایران بازگردد. او در راه بازگشت وقتی به شیراز رسید، ناصرالدین‌شاه کشته شد. ابوالحسن میرزا مدتی در شیراز ماند و هنگامی که به تهران رفت، مظفرالدین‌شاه برای دلجویی و جبران خسارات برای او سالیانه پانصد تومان مقرری تحت عنوان «حق افطاریه» تعیین کرد که هر ماه رمضان به او پرداخت شود و در تهران بماند. بعدها در سال ۱۲۹۰ خورشیدی، مجلس شورای ملی این مبلغ را به سیصد تومان کاهش داد.
در بیرون از ایران، ابوالحسن میرزا به فعالیت‌های انقلابی پرداخت. زمان جنبش مشروطه در ترکیه، هند، عراق، و فرانسه با چاپ نوشته‌هایش ایرانیان را به جنبش آزادی‌خواهی خود فرا می‌خواند.
پس از پیروزی مشروطیت، شیخ‌الرئیس به ایران بازگشت ولی پس از به توپ بسته شدن مجلس، از سوی محمدعلی‌شاه دستگیر شد و او را زنجیر به گردن به باغ‌شاه بردند. شاه دستور داد دهانش را خرد کنند و آنقدر با تفنگ به دهانش کوبیدند تا دندان‌هایش شکست. شاه دستور داده بود شکم شیخ‌الرئیس را هم پاره کنند ولی با میانجی‌گری عضدالملک (شاخص قاجار) حکم قتل وی به زندان تبدیل شد. او پس از فتح تهران از سوی مشروطه‌خواهان آزاد شد.
شیخ‌الرئیس در دورهٔ دوم مجلس شورای ملی از سوی مردم مازندران به نمایندگی مجلس برگزیده شد و چون سالخورده‌ترین نماینده بود، در آغاز مجلس به عنوان رئیس سنی انتخاب شد اما در همان جلسهٔ اول رأی‌گیری برای ریاست مجلس به عمل آمد و موتمن‌الملک پیرنیا به ریاست مجلس برگزیده شد سپس به دلیل نداشتن اعتبارنامه از جلسهٔ چهارم، نمایندگی‌اش پذیرفته نشد تا این‌که در ۳ تیر ۱۲۸۹ اعتبارنامه‌اش تصویب شد و به مجلس راه یافت. از جمله اقدامات او در مجلس این بود که پیشنهاد داد جمعی از روحانیونی که قدرت حمل سلاح دارند به خدمت نظام گرفته شوند تا به امور دینی و پیشنمازی و آموزش مسائل شرعی بپردازند و «تکالیف راجعه به دفاع از استقلال مملکت را به آحاد و قشون اسلامی خاطرنشان نمایند و تحریص نمایند مؤمنین را به مقابله و مقاتله با دشمنان وطن عزیز». کمیسیون مبتکرات مجلس این طرح را قابل توجه تشخیص داد اما «چون مشتمل بر مواد قانونی نبود، جزء تنسیقات عسکریه» دانست و اعضای کمیسیون به اتفاق آرا طرح را به وزارت جنگ فرستادند تا درباره‌اش تصمیم بگیرد و اگر خواست، به آن عمل کند.
ابوالحسن‌میرزا در سال ۱۳۳۴ هجری قمری بر اثر بیماری تیفوس مرد و در رواق کاشانی حرم شاه عبدالعظیم به خاک سپرده شد.